# Teodoro Anastasia
Teodoro Anastasia (* 8. Dezember 1843 in Breno; † 5. Juli 1892 in Port Said) war ein Schweizer Ingenieur und Architekt.

## Leben
Anastasia besuchte das Gymnasium sowie das Lyzeum in Lugano und studierte anschliessend an der Accademia di Belle Arti di Brera in Mailand. 1861 wechselte er an das Polytechnikum (heute Eidgenössische Technische Hochschule) in Zürich und promovierte 1866 zum Doktoringenieur.
Kurz nach Studienabschluss erhielt er 1866 eine Anstellung als Ingenieur bei der Compagnie universelle du canal maritime de Suez in Paris; gemeinsam mit ihm erhielten auch seine Studienkollegen Gioachimo Pioda (1842–1874), der bei einer Minenexplosion ums Leben kam, Giovanni Soldati, Giulio Gianini, Gaetano Fontana und Giacomo Lepori (1843–1899) eine Anstellung.
1866 reiste er nach Ägypten und war dort bis 1870 als Sektorleiter beim Kanalbau des Sueskanals beschäftigt. Gemeinsam mit Giacomo Lepori übernahm er die Leitung der örtlichen Baugesellschaft und zusammen erbauten sie in Kairo unter anderem das Postgebäude.
Teodoro Anastasia war auch Inspektor des ägyptischen Katasteramtes, Direktor der öffentlichen Bauten in Ägypten und Bauführer des grossen Nubaria-Kanals 90 Kilometer nordwestlich von Kairo.
1883 förderte er die Real- und Zeichenschule von Breno. Am 2. Juli 1892 nahm er sich in Port Said das Leben.